# Törökország a 2010. évi téli olimpiai játékokon

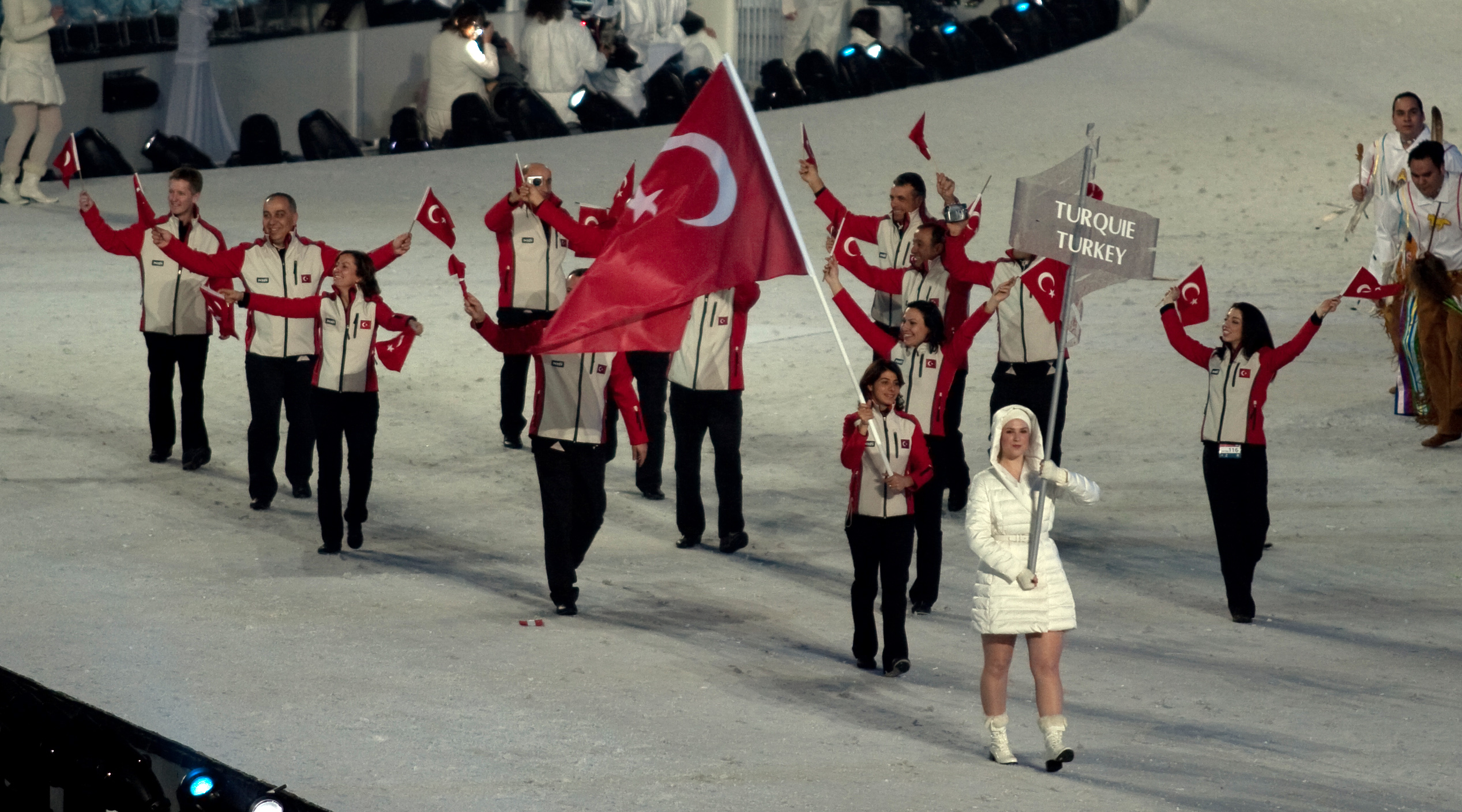
Törökország olimpiai küldöttsége a megnyitón

Törökország a kanadai Vancouverben megrendezett 2010. évi téli olimpiai játékok egyik részt vevő nemzete volt. Az országot az olimpián 3 sportágban 5 sportoló képviselte, akik érmet nem szereztek.

## Alpesisí
Férfi
| Versenyző        | Versenyszám      | 1. futam      | 1. futam      | 2. futam | 2. futam | Összesítés | Összesítés |
| Versenyző        | Versenyszám      | Idő           | Hely.         | Idő      | Hely.    | Idő        | Helyezés   |
| ---------------- | ---------------- | ------------- | ------------- | -------- | -------- | ---------- | ---------- |
| Erdinç Türksever | Műlesiklás       | nem ért célba | nem ért célba | kiesett  | kiesett  | kiesett    | kiesett    |
| Erdinç Türksever | Óriás-műlesiklás | nem ért célba | nem ért célba | kiesett  | kiesett  | kiesett    | kiesett    |

Női
| Versenyző      | Versenyszám      | 1. futam      | 1. futam      | 2. futam | 2. futam | Összesítés | Összesítés |
| Versenyző      | Versenyszám      | Idő           | Hely.         | Idő      | Hely.    | Idő        | Helyezés   |
| -------------- | ---------------- | ------------- | ------------- | -------- | -------- | ---------- | ---------- |
| Tuğba Daşdemir | Műlesiklás       | nem ért célba | nem ért célba | kiesett  | kiesett  | kiesett    | kiesett    |
| Tuğba Daşdemir | Óriás-műlesiklás | 1:28,37       | 63.           | 1:25,10  | 55.      | 2:53,47    | 56.        |

## Műkorcsolya
| Versenyző       | Versenyszám | Rövid program | Rövid program | Kűr   | Kűr   | Összesítés | Összesítés |
| Versenyző       | Versenyszám | Pont          | Hely.         | Pont  | Hely. | Pont       | Helyezés   |
| --------------- | ----------- | ------------- | ------------- | ----- | ----- | ---------- | ---------- |
| Tuğba Karademir | Női egyéni  | 50,74         | 21.           | 78,80 | 24.   | 129,54     | 24.        |

## Sífutás
Férfi
| Versenyző         | Versenyszám | Eredmény | Helyezés |
| ----------------- | ----------- | -------- | -------- |
| Sebahattin Oğlago | 15 km       | 39:03,0  | 77.      |

Női
| Versenyző              | Versenyszám | Selejtező | Selejtező | Negyeddöntő | Negyeddöntő | Elődöntő | Elődöntő | Döntő   | Döntő    |
| Versenyző              | Versenyszám | Idő       | Hely.     | Idő         | Hely.       | Idő      | Hely.    | Idő     | Helyezés |
| ---------------------- | ----------- | --------- | --------- | ----------- | ----------- | -------- | -------- | ------- | -------- |
| Kelime Aydın Çetinkaya | Sprint      | 4:22,32   | 53.       | kiesett     | kiesett     | kiesett  | kiesett  | kiesett | 53.      |
| Kelime Aydın Çetinkaya | 10 km       |           |           |             |             |          |          | 30:48,0 | 68.      |
| Kelime Aydın Çetinkaya | 15 km       |           |           |             |             |          |          | 48:46,0 | 60.      |